# 武藤祐子
武藤 祐子（むとう ゆうこ、1978年8月20日 - ）は、日本のフリーアナウンサー。千葉県松戸市出身。血液型O型。千葉県立東葛飾高等学校、早稲田大学政治経済学部卒業。

## 来歴
東京アナウンスセミナーの2期生で、早稲田大学在学時に通っていた。
大学卒業後、2002年に東海テレビ放送に入社。同期に元同局アナウンサーの清水美紀がいる。後に調理師の男性と結婚し、2008年3月末をもって東海テレビを退社した。
その後はフリーアナウンサーに転じ、同じく東海テレビのアナウンサーだった稲葉寿美が経営するINANAエンタープライズと業務提携をしながら活動している。2010年9月11日、第1子を出産。

## 人物
DREAMS COME TRUEの熱狂的なファン。

## 過去の担当番組

### 東海テレビ
- リポートあいち
- あいちっこどろん子（ナレーター）
- 名古屋国際女子マラソン（2003年 - 2008年、競技場インタビュー）
- ぴーかんテレビ（2003年4月 - 2008年3月、リポーター → 司会 → リポーター）
- ドラゴンズTODAY
- やっぱイチバン☆もっとパラダイス（2003年10月 - ）
- 西川きよしのご縁です! （ナレーター）
- めざましテレビ（全国中継リポーター）
- スタイルプラス（リポーター）
- FNN東海テレビスーパーニュース（2007年4月 - 2008年3月、土曜キャスター）
- 中日新聞テレビ日曜夕刊（2007年4月 - 2008年3月、キャスター）

### フリー転向後
- 都一中の我ら夢中人（2009年4月 - 2012年3月、東海ラジオ・ラジオ日本・KZOO）
- 武藤祐子のことばろまん（2009年7月 - 2010年3月、キャンシステム）